# إدي بيتس
إدي بيتس (بالإنجليزية: Eddie Betts) هو لاعب كرة قدم أسترالية أسترالي، ولد في 26 نوفمبر 1986 في بورت لينكولن في أستراليا.

## وصلات خارجية
- إدي بيتس على موقع AustralianFootball.com (الإنجليزية)
- إدي بيتس على موقع AFLtables.com (الإنجليزية)